# Kombo South
Kombo South est un district de la division de West Coast en Gambie. En 2013, sa population était de 88 037 habitants.